# 권경호
권경호(한국 한자: 權景昊, 1986년 7월 12일~ )는 대한민국의 축구 선수이다. 주 포지션은 미드필더이다.

## 선수 경력
권경호는 2009 K리그 드래프트에서 강원 FC 창단팀 우선지명 선수 16명 중의 하나로 지명되어 강원 FC에 입단하였다. 그의 첫 경기는 2009년 4월 8일에 펼쳐진 대구 FC와의 리그컵 경기였다. 첫 리그 경기는 2009년 6월 21일에 펼쳐진 성남 일화 천마와의 경기로 후반 교체로 출장하였다.
2010년부터 내셔널리그의 고양 국민은행과 목포시청을 거쳐 용인시청에서 뛰고 있다.

## 클럽 통계
2009년 6월 21일 기준
| 클럽     | 클럽     | 클럽     | 리그 | 리그 | 컵            | 컵            | 리그컵 | 리그컵 | 총계 | 총계 |
| 시즌     | 클럽     | 리그     | 출장 | 득점 | 출장          | 득점          | 출장   | 득점   | 출장 | 득점 |
| 대한민국 | 대한민국 | 대한민국 | 리그 | 리그 | 대한민국 FA컵 | 대한민국 FA컵 | 리그컵 | 리그컵 | 합계 | 합계 |
| -------- | -------- | -------- | ---- | ---- | ------------- | ------------- | ------ | ------ | ---- | ---- |
| 2009     | 강원 FC  | K-리그   | 1    | 0    | 1             | 0             | 2      | 0      | 4    | 0    |
| 총 계    | 총 계    | 총 계    | 1    | 0    | 1             | 0             | 2      | 0      | 4    | 0    |

## 수상

### 팀
- 동국대학교
  - 전국대학축구대회 준우승 1회 (2008)

### 개인
- 전국대학축구대회 우수선수상 1회 (2008)